# Trymetr jambiczny
Trymetr jambiczny (łac. versus trimeter iambicus) – starożytna, iloczasowa miara wierszowa (metrum), używana w starożytnej Grecji i Rzymie.
Nazwa wiersza pochodzi od jego budowy: wiersz ten mierzy się na "metra". Każde metrum składa się z pary jambów, na jeden wers składają się trzy metra (a więc sześć jambów). Cezura (łac. caesura), czyli obowiązkowa pauza międzywyrazowa, wypada po piątej półstopie, czyli po trzeciej tezie, a więc w środku trzeciego jambu. Schemat (A - sylaba długa stanowiąca arsę, b - sylaba krótka, a - sylaba obojętna):
bA bA b // A bA bA ba

## Trymetr jambiczny czysty
Postać tego wiersza zgodna z podanym powyżej wzorem, to znaczy bez rozwiązań, to tzw. trymetr jambiczny czysty, wiersz bardzo kunsztowny, i z tego powodu stosowany rzadko. Z poetów rzymskich użył go Katullus w dwóch utworach (4 i 29).
Przykład:
- Phasēlus ille, quem vidētis, hospitēs (Catull. 4).

## Trymetr jambiczny zwykły
Ponieważ trymetr jambiczny czysty, jak napisano powyżej, jest wierszem bardzo trudnym, przeważnie stosowany jest zwykły trymetr jambiczny, który od podanego schematu różni się tym, że w stopach nieparzystych każda teza może być długa. Jego schemat wygląda więc następująco (A - sylaba długa stanowiąca arsę, b - sylaba krótka, a - sylaba obojętna):
aA bA a // A bA aA ba
Przykład:
- per cōnsulātum pēierat Vatīnius (Catull. 52).

W zależności od konkretnego zastosowania w trymetrze dopuszcza się mniejszą lub większą liczbę rozwiązań, szczególnie wyróżnia się tu trymetr stosowany w komediach.
Trymetr, w którym dopuszcza się podmianę każdej tezy na długą zwany jest senarem jambicznym.

## Cholijamb
Cholijamb, czyli trymetr jambiczny kulawy, to odmiana zwykłego trymetru jambicznego, w którego ostatniej stopie jamb zastąpiony jest trochejem lub spondejem:
aA bA a // A bA bA Aa 
Nazwa bardzo dobrze oddaje uzyskiwany w ten sposób efekt dźwiękowy: odwrócenie kolejności sylab w ostatniej stopie powoduje "okulawienie" metrum. Trymetr jambiczny w swej normalnej postaci jest wierszem bardzo równym i dość wartkim, w cholijambie natomiast ta wartkość ulega regularnemu zakłóceniu przez powstające na końcu każdego wersu "zacięcie". 
Przykład:
- Miser Catulle, dēsinās ineptīre (Catull. 8).